# Alma Records
Alma Records is een Canadees platenlabel, dat onder meer jazz-platen uitbrengt. Het werd in 1992 opgericht door de bassist, componist, arrangeur en producer Peter Cardinali. Op het label zijn albums uitgekomen van onder andere Ellen Doty, Hilario Durán,  Mario Romano, Chris Donnelly, Les Doigts de l'Homme, 5AFTER4, Michael Kaeshammer and Phil Dwyer (met Alan Jones).